# Celles (Ariège)
Celles ist eine französische Gemeinde mit 143 Einwohnern (Stand: 1. Januar 2022) im Département Ariège in der Region Okzitanien. Sie gehört zum Arrondissement Foix und ist Mitglied im Gemeindeverband L’Agglo Foix-Varilhes. Die Bewohner werden Cellois und Celloises genannt.

## Geografie

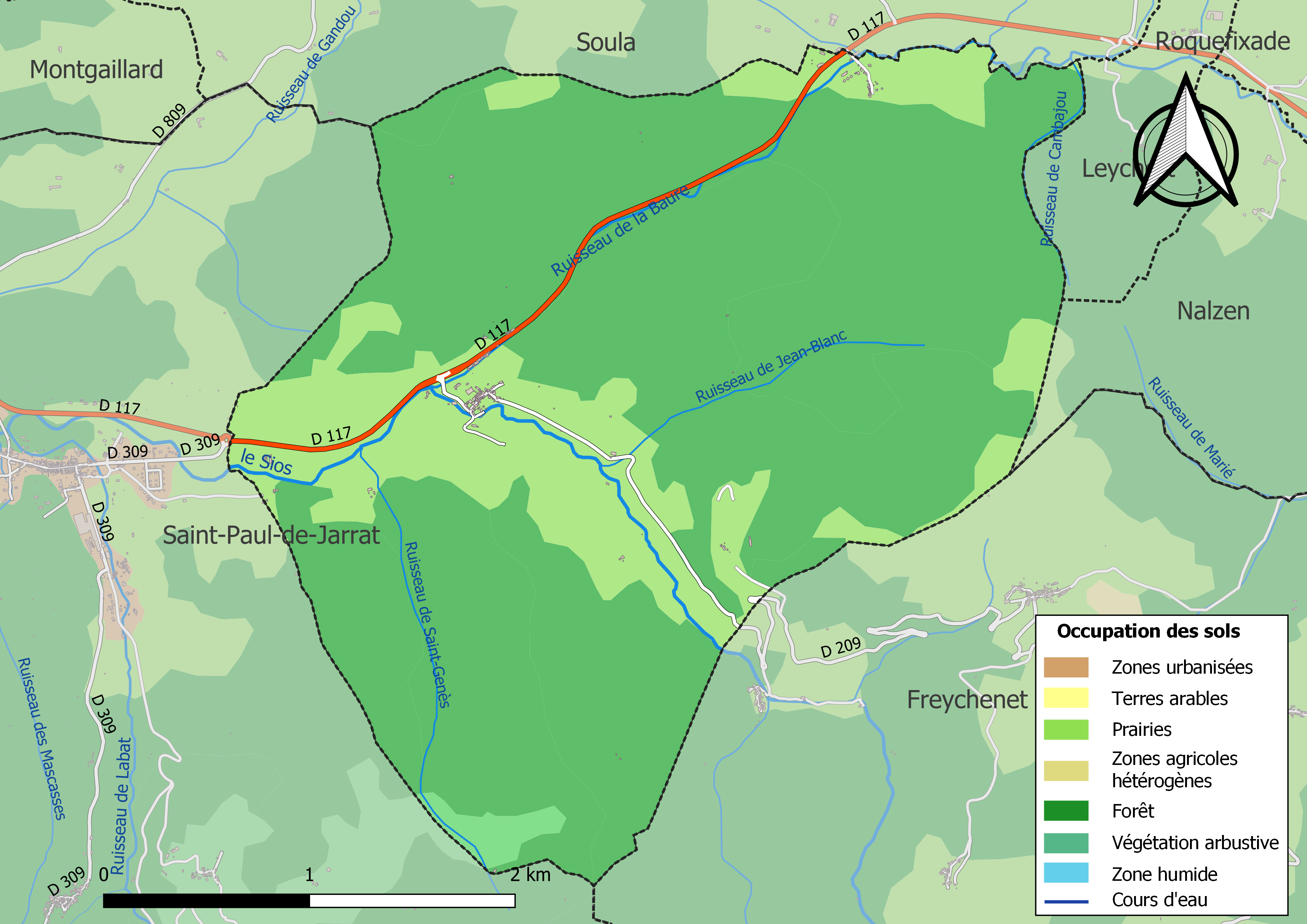
Bodennutzung und Infrastruktur der Gemeinde

Die Gemeinde ist historisch und kulturell Teil des Pays de Foix und liegt etwa acht Kilometer südöstlich von Foix. Celles befindet sich im Einzugsgebiet der Garonne und wird von den zeitweise trockenfallenden Flüsschen Sios, Ruisseau de la Baure, Ruisseau de Cambajou, Ruisseau de Jean-Blanc und Ruisseau de Saint-Genès entwässert. Das Gemeindegebiet ist Teil von fünf ZNIEFF-Naturgebieten. Über drei Viertel der Fläche der Gemeinde sind bewaldet, 21 % sind von Grünland bedeckt.
Nachbargemeinden sind Soula im Norden, Leychert im Nordosten, Nalzen im Osten, Freychenet im Südosten und Saint-Paul-de-Jarrat im Westen.

## Bevölkerungsentwicklung
| Celles: Einwohnerzahlen von 1793 bis 2021                                                                                  | Celles: Einwohnerzahlen von 1793 bis 2021 | Celles: Einwohnerzahlen von 1793 bis 2021 | Celles: Einwohnerzahlen von 1793 bis 2021 | Celles: Einwohnerzahlen von 1793 bis 2021 |
| --- | ----------------------------------------- | ----------------------------------------- | ----------------------------------------- | ----------------------------------------- |
| Jahr |                                           |                                           |                                           | Einwohner                                 |
| 1793 | 1793                                      |                                           | 463                                       | 463                                       |
| 1800 | 1800                                      |                                           | 450                                       | 450                                       |
| 1806 | 1806                                      |                                           | 521                                       | 521                                       |
| 1821 | 1821                                      |                                           | 615                                       | 615                                       |
| 1831 | 1831                                      |                                           | 893                                       | 893                                       |
| 1836 | 1836                                      |                                           | 650                                       | 650                                       |
| 1841 | 1841                                      |                                           | 646                                       | 646                                       |
| 1846 | 1846                                      |                                           | 644                                       | 644                                       |
| 1851 | 1851                                      |                                           | 608                                       | 608                                       |
| 1856 | 1856                                      |                                           | 523                                       | 523                                       |
| 1861 | 1861                                      |                                           | 477                                       | 477                                       |
| 1866 | 1866                                      |                                           | 505                                       | 505                                       |
| 1872 | 1872                                      |                                           | 521                                       | 521                                       |
| 1876 | 1876                                      |                                           | 508                                       | 508                                       |
| 1881 | 1881                                      |                                           | 474                                       | 474                                       |
| 1886 | 1886                                      |                                           | 455                                       | 455                                       |
| 1891 | 1891                                      |                                           | 405                                       | 405                                       |
| 1896 | 1896                                      |                                           | 404                                       | 404                                       |
| 1901 | 1901                                      |                                           | 346                                       | 346                                       |
| 1906 | 1906                                      |                                           | 339                                       | 339                                       |
| 1911 | 1911                                      |                                           | 342                                       | 342                                       |
| 1921 | 1921                                      |                                           | 261                                       | 261                                       |
| 1926 | 1926                                      |                                           | 270                                       | 270                                       |
| 1931 | 1931                                      |                                           | 223                                       | 223                                       |
| 1936 | 1936                                      |                                           | 210                                       | 210                                       |
| 1946 | 1946                                      |                                           | 185                                       | 185                                       |
| 1954 | 1954                                      |                                           | 165                                       | 165                                       |
| 1962 | 1962                                      |                                           | 145                                       | 145                                       |
| 1968 | 1968                                      |                                           | 138                                       | 138                                       |
| 1975 | 1975                                      |                                           | 122                                       | 122                                       |
| 1982 | 1982                                      |                                           | 135                                       | 135                                       |
| 1990 | 1990                                      |                                           | 127                                       | 127                                       |
| 1999 | 1999                                      |                                           | 134                                       | 134                                       |
| 2006 | 2006                                      |                                           | 121                                       | 121                                       |
| 2013 | 2013                                      |                                           | 122                                       | 122                                       |
| 2021 | 2021                                      |                                           | 147                                       | 147                                       |
| Quelle(n): EHESS/Cassini bis 1999, INSEE ab 2006 Anmerkung(en): Ab 1962 offizielle Zahlen ohne Einwohner mit Zweitwohnsitz |                                           |                                           |                                           |                                           |

## Sehenswürdigkeiten

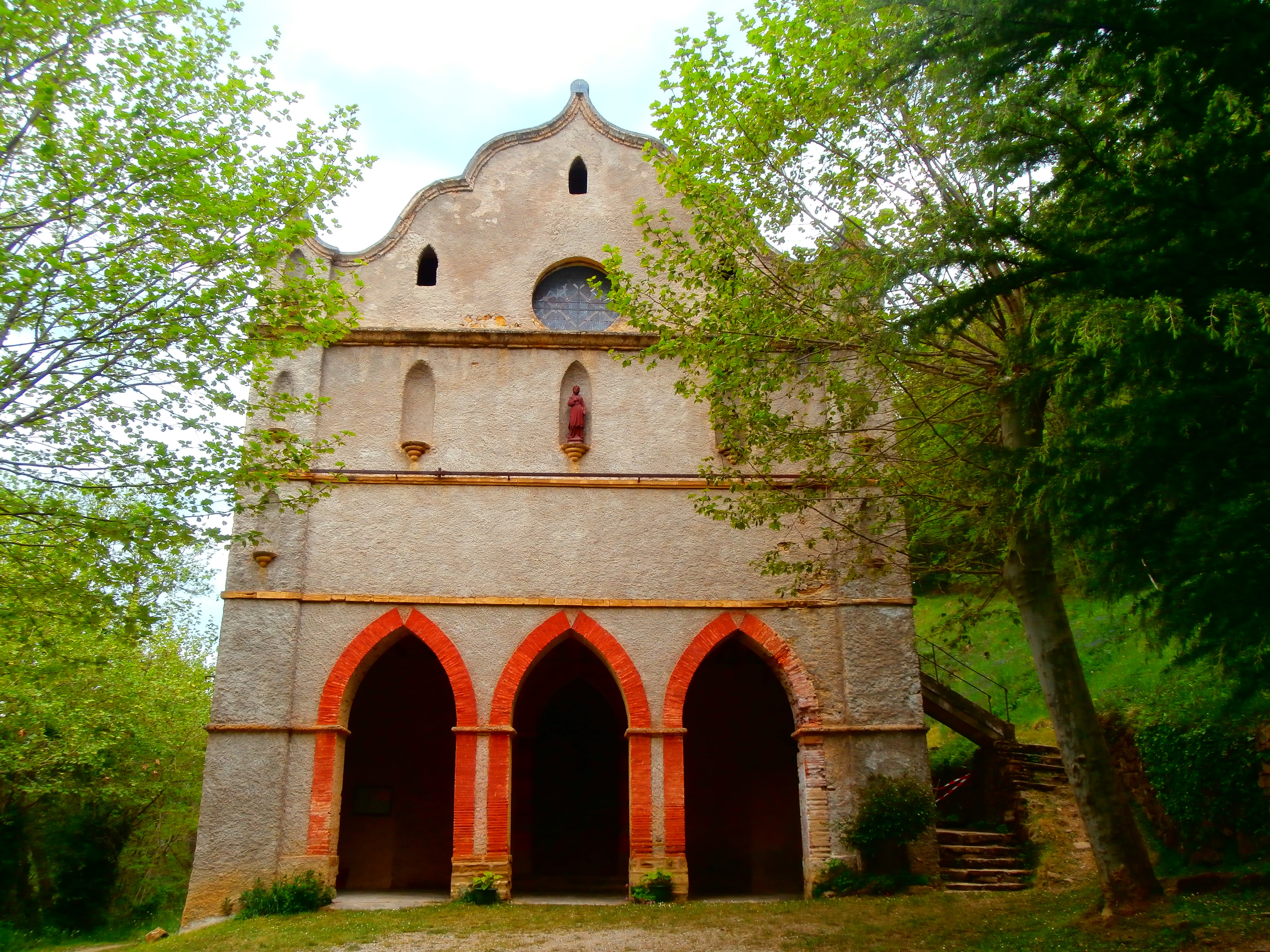
Kapelle Notre-Dame
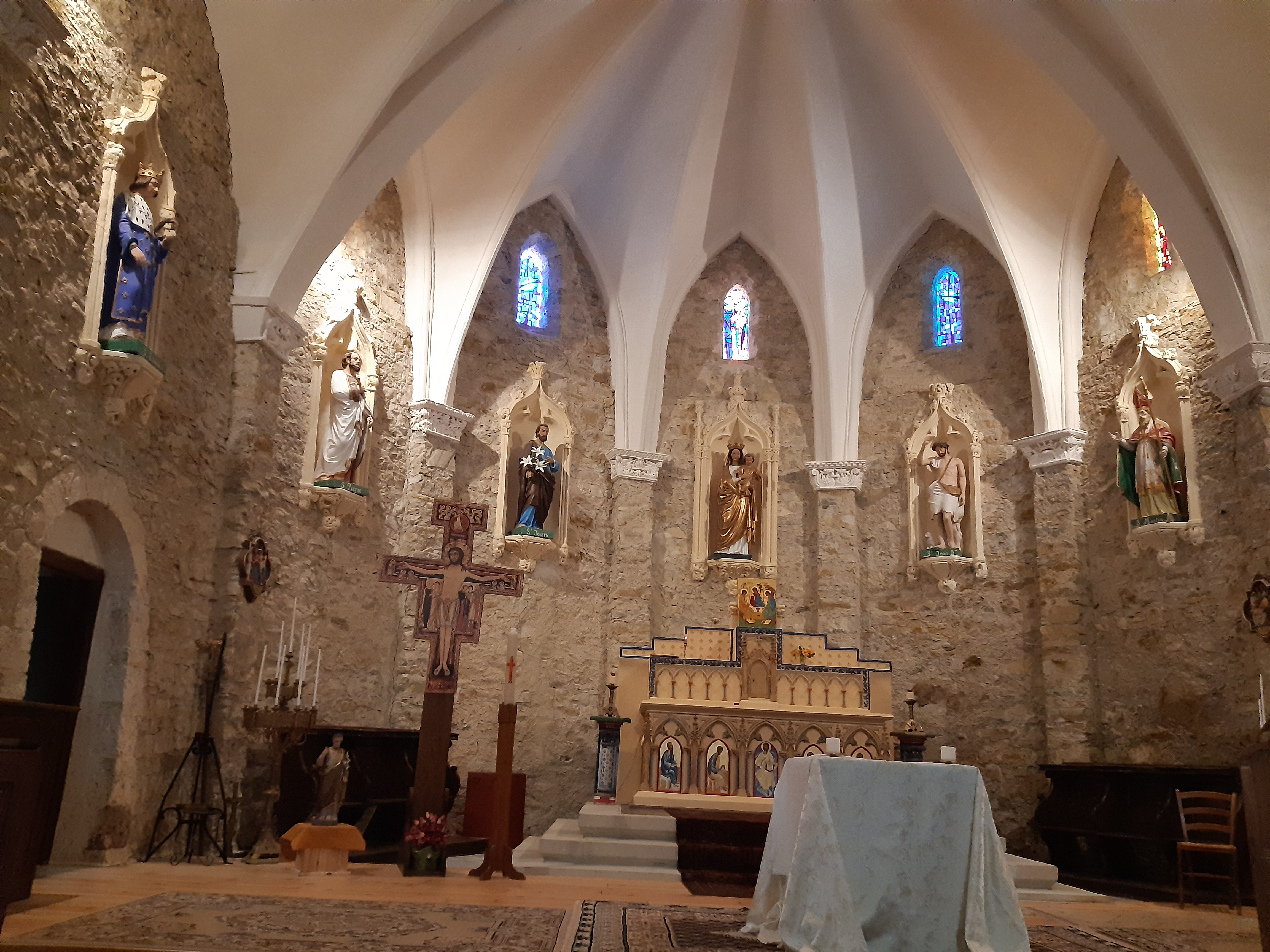
Pfarrkirche Saint-Michel

- Kapelle Notre-Dame
- Innenansicht

## Verkehr
Die Departementsstraße 117 (ehemalige Route nationale 117) durchquert das Gemeindegebiet und verbindet es mit Foix über Saint-Paul-de-Jarrat im Westen und mit Lavelanet über Nalzen im Osten. Busse einer Linie der regionalen Transportgesellschaft liO zwischen Foix und Lavelanet bedienen eine Haltestelle im Zentrum der Gemeinde.